# برمه پس از استقلال (۱۹۶۲–۱۹۴۸)
برمه پس از استقلال (انگلیسی: Post-independence Burma) دوره اغتشاش توسط چندین شورش کمونیستی و درگیری قومی بود.